# Philipp Siedler
Philipp Siedler (* 21. September 1877 in Frankfurt am Main; † 31. Juli 1965 ebenda) war ein deutscher Chemiker.

## Leben
Philipp Siedler wurde 1877 in Frankfurt-Bockenheim geboren. Nach seinem Abitur an der Musterschule studierte er ab 1896 Philosophie, Chemie, Mineralogie und Botanik an der Philipps-Universität Marburg sowie an der Friedrich-Schiller-Universität Jena. 1900 promovierte Siedler in Marburg. Ab 1901 arbeitete er als Assistent bei Friedrich Wilhelm Küster und erhielt an der Bergakademie Clausthal einen Lehrauftrag für theoretische Chemie sowie Elektrochemie.
Ab 1903 arbeitete Siedler in der Chemischen Fabrik Griesheim-Elektron, die ab 1925 Teil der I.G. Farbenindustrie AG wurde. Siedler vertrat Griesheim-Elektron 1928 und 1929 bei den Internationalen Gasschutzkonferenzen in Brüssel bzw. Rom. Der Wissenschaftshistoriker Helmut Maier hält es für wahrscheinlich, dass Siedler im Ersten Weltkrieg für Griesheim-Elektron an der Entwicklung von Giftgasen beteiligt war.
Ab 1911 forschte er an der Gewinnung von Edelgasen und deren Verwendung in der Beleuchtungstechnik und entwickelte 1913 die Edelgasfüllung von Leuchtröhren und schuf die erste Neon-Reklameleuchte. Er beschäftigte sich ab den 1920er Jahren außerdem mit der Gewinnung von Schwefelkohlenwasserstoff sowie der Aufbereitung von Erzen durch Flotation und war in diesen Bereichen Inhaber diverser Patente. Siedler war ab 1932 im Vorstand der anorganischen Abteilung von Griesheim-Elektron sowie Direktor der IG Farben. Er verließ das Unternehmen 1945.
In der Zeit des Nationalsozialismus engagierte sich Siedler bei nationalsozialistischen Vereinigungen. Siedler wurde 1934 zum Führer des Bezirksvereins Vereins Deutscher Chemiker ernannt, 1945 leitete er den VDCh Gau Hessen-Nassau. Im NS-Bund Deutscher Technik war Siedler Gaufachverwalter Chemie für den Gau Hessen-Nassau. In dieser Rolle eröffnete er im November 1942 die Tagung des Fachausschusses für Staubtechnik des NS-Bund Deutscher Technik im Hörsaal des Physikalischen Vereins.
Philipp Siedler war 1923 Mitglied des Physikalischen Vereins geworden. Ab 1939 war er mehrfach Mitglied im Vorstand, 1956 wurde er zum Vorsitzenden des Vereins gewählt. In seine Amtszeit fällt der Wiederaufbau des Gebäudes des Physikalischen Vereins, dessen Sternwarte 1960 wieder eröffnet wurde. Siedler war ab 1960 außerdem Vorsitzender der Elektrotechnischen Lehranstalt des Physikalischen Vereins. Er war Mitglied der Senckenberg Gesellschaft für Naturforschung und saß 1953 im Verwaltungsrat der Senckenbergischen Bibliothek. Bis zu dessen Umbenennung im September 2020 trug ein Preis des Physikalischen Vereins den Namen Philipp Siedler-Wissenschaftspreis.

## Ehrungen
In Anerkennung seiner Verdienste um das Flotationsverfahren wurde er am 12. November 1955 von der Bergakademie Clausthal ehrenhalber promoviert. Er war Träger des Bundesverdienstkreuzes 1. Klasse. Anlässlich seines 85. Geburtstags wurde ihm am 21. September 1962 die Ehrenplakette der Stadt Frankfurt am Main verliehen. Siedler war Ehrenbürger der Goethe-Universität Frankfurt. Der Physikalische Verein ernannte Siedler 1962 zum Ehrenmitglied, kurz nach seinem Rücktritt als Vorsitzender des Vereins wurde Siedler 1964 zum Ehrenvorsitzenden des Vereins ernannt.

## Werke
- Die Neon-Bogenlampe. In: Heinrich Bechhold (Hrsg.): Die Umschau. Wochenschrift über die Fortschritte in Wissenschaft und Technik. 25. Jahrgang, Nr. 24, 11. Juni 1921, S. 329–333 (wroc.pl [PDF; abgerufen am 30. Mai 2025]).